# Streptanus relativus
Streptanus relativus är en insektsart som beskrevs av David D. Gillette och Baker 1895. Streptanus relativus ingår i släktet Streptanus och familjen dvärgstritar. Inga underarter finns listade i Catalogue of Life.